# 天球赤道

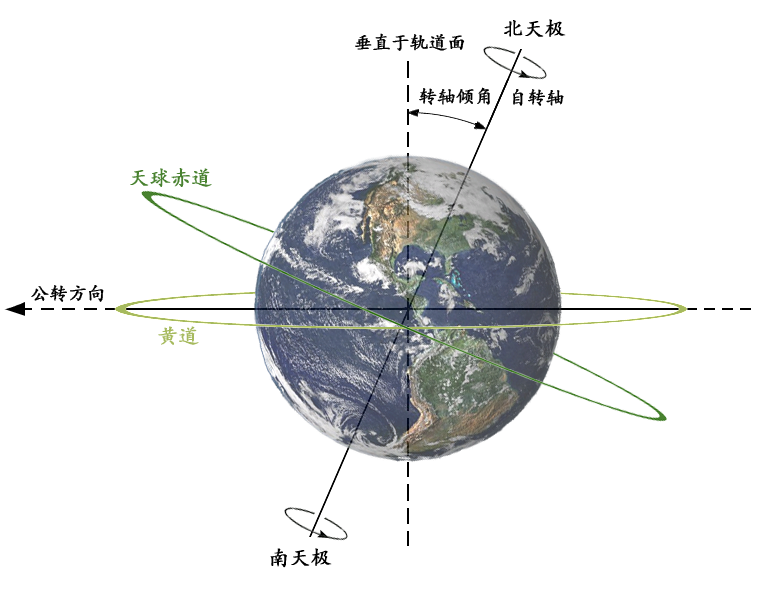
天球赤道目前對黃道平面傾斜約23.44°。這張圖顯示地球的軌道傾角、自轉軸和軌道平面之間的關係。

天球赤道（英語：celestial equator）是天球上一個假想的大圓，與地球赤道有著共同平面。這是以赤道座標系統為基礎的參考平面，換句話說，天球赤道是地球赤道投影在太空的影像。由於地球相對於黃道面的軌道傾角，天球赤道目前與黃道的傾斜角度大約23.44°，但在過去的500萬年中，由於來自其它行星的擾動，其傾斜度從約22.0°到24.5°不等。
站在地球赤道上的一位觀測者，看到的天球赤道是通過天頂的一個半圓，即直接在頭頂的正上方通過。而當觀測者向北移動（或向南移動），天球赤道就會向南方（或北方）地平傾斜。天赤道被定義為無限遙遠（因為它是在天球上）；因此，無論觀測者在地球上的位置在何處，半圓的末端總是相交於地平線的正東和正西。在所有的緯度，天球赤道都是一個均勻的弧線。只有在地理極點，天球赤道與天文地平線相吻合，天球赤道會成為一個圓。這是因為觀測者與地球赤道的距離是有限的，但與天球赤道的距離是無限的。
在天球赤道附近的天體，能夠出現在地球上大多數地方觀測者的地平線之上，並且在它們中天(經過子午線)時，以地坪座標量測是最接近赤道，也到達最高點。目前，天球赤道經過下列的這些星座：
| - 雙魚座(包括靠近其南部邊界上的白羊宮第一點，即天文學中的春分點) - 鯨魚座 - 金牛座 - 波江座 - 獵戶座(靠近獵戶腰帶) | - 麒麟座 - 小犬座 - 長蛇座 - 六分儀座 - 獅子座 | - 室女座( (包括天秤宮第一點) - 巨蛇座(頭) - 蛇夫座 - 巨蛇座(尾) - 天鷹座 - 寶瓶座 |

這些都是天球上很顯眼的星座。
數千年來，地球赤道的方向以及天求赤道所經過的星座，都會因為軸向進動而改變。
地球以外的其他天體，也有類似定義的天球赤道。

## 觀測者如何確定天球赤道
在地面上如何确定天赤道：举一手与北极星成一直线，举另一手与之成直角，所指即在天赤道上。（原理：因为北极星距离地球400光年，地球半径与之相比长度几乎可以忽略。因此，北极星的高度（角度）应该就约等于（北半球）观测者所处的纬度；按上述方法举起“另一手” 所形成的线就大致平行于赤道；又因为天球是无穷大的，观察者与地球赤道之间的距离就可以忽略不计，因而该手所指，就无限接近于天赤道。 或者更简单地解释：北极星离地球极远，因此，观察者与北极的连线就无限接近于北极星与地心的连线；与该线垂直的线就应平行于赤道；而又因为天球是无穷大的，观察者与地球赤道之间的距离就可以忽略不计，因而该手所指，就无限接近于天赤道。）